# Philippe Monnet
Pour les articles homonymes, voir Monnet.
Philippe Monnet, né le 31 janvier 1959 à La Clusaz en Haute-Savoie (France), est un sportif, navigateur français et auteur d'œuvres littéraires. Il a concouru dans différentes disciplines sportives comme le ski acrobatique, l'équitation en étant membre de l'équipe de France de saut d'obstacles à la fin des années 1970, la voile ou bien le rallye automobile. En 1988, Philippe Monnet tente de faire un tour du monde à la voile en solitaire et sans escale sur le trimaran Kriter Brut de Brut. Il finit la circumnavigation en effectuant finalement deux arrêts et établit tout de même un record de 129 jours 19 heures et 17 minutes. Au rallye Dakar, Philippe Monnet remporte l'épreuve comme copilote aux côtés d'Hubert Auriol en 1992 et de Jean-Louis Schlesser en 1999. Il a participé également en 1990 au Raid de motoneige Harricana, une course d'endurance de 2 500 km entre Québec et Radisson en motoneige.

## Nautisme
Originaire de La Clusaz, Monnet se passionne à l'âge de seize ans, pour la voile depuis un déménagement familial, à Cannes. 
Pionnier de routes maritimes et recordman en solitaire et à la voile, il comptabilise 250 000 milles en course en solitaire ou en équipage sur tous les océans de la planète[réf. nécessaire].

### Palmarès
- 2010 :

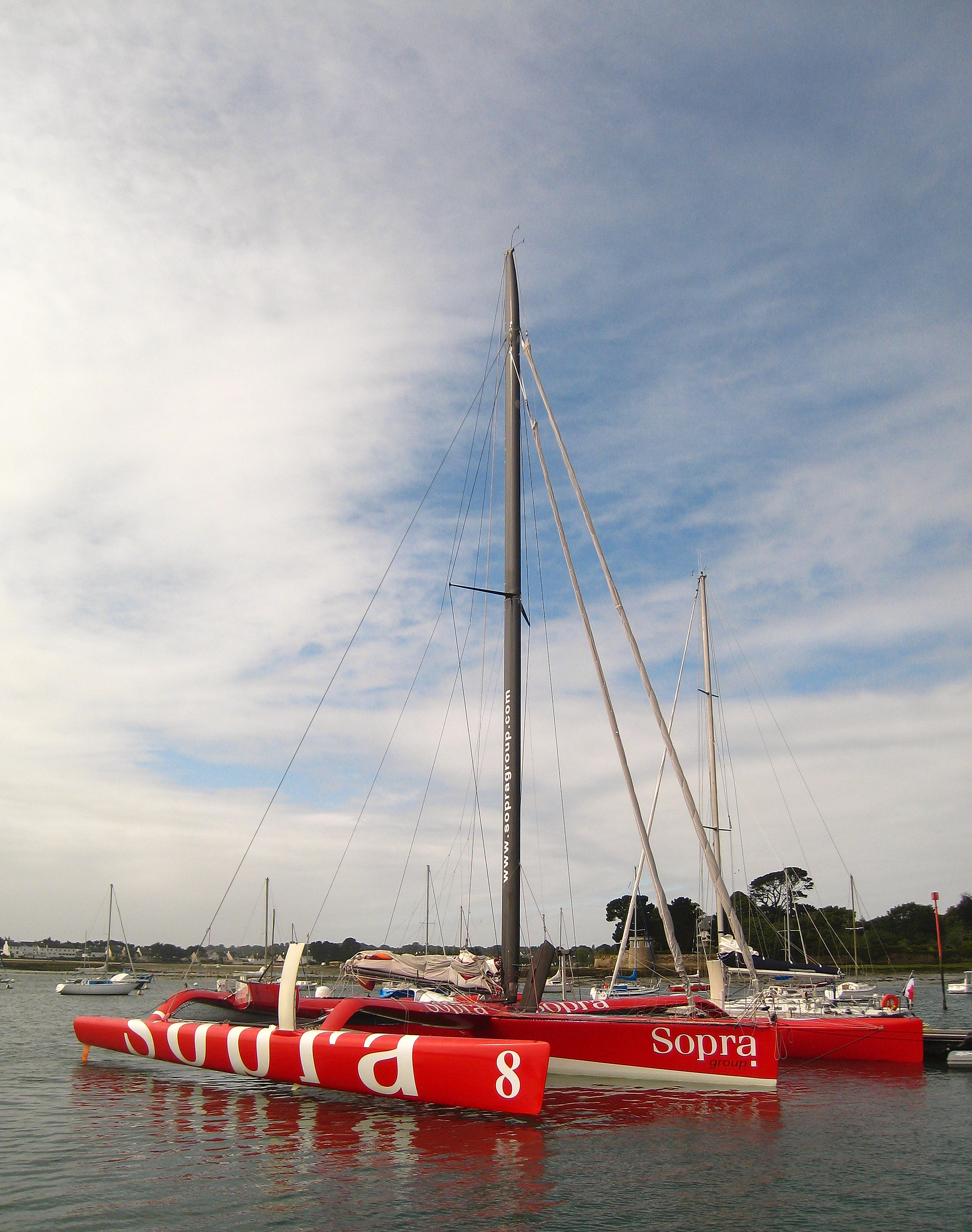
Le trimaran ORMA Sopra sur lequel courut Philippe Monnet.

  - 5e de la Route du Rhum en catégorie Ultime (9 inscrits) sur le multicoque La Boîte à Pizza, en 15 jours, 1 heure, 8 minutes et 50 secondes ; 10e au classement général
- 2007 :
  - 3e du Tour de France à la voile
- 2004 :
  - 8e de la Transat anglaise en multicoque sur Sopra Group
- 2003 :
  - 10e de la Transat Jacques Vabre en multicoque avec Laurent Bourgnon sur Sopra Group
- 1998 :
  - 6e de la Route du Rhum en catégorie monocoque sur Uunet en 21 jours, 1 heure, 30 minutes et 45 secondes ; 18e au classement général
- 1984 :
  - 8e (1er en classe 2) de la Transat Québec-Saint-Malo sur Paul Ricard (équipier de Patrick Tabarly)

### Records
- 1986 : record du tour du monde à la voile en solitaire en multicoque, sur Kriter Brut de Brut, en 129 jours, 19 heures et 17 minutes. Il bat de 40 jours le record d'Alain Colas, établi sur Manureva en 1973 ;
- 1989 : record New York-San Francisco (la Route de l'Or) en multicoque en solitaire en 81 jours et 5 heures (il est le seul à l'avoir tenté)[2] ;
- 1990 : record Hong Kong-Londres (la Route du thé) en multicoque en solitaire en 67 jours, 10 heures et 26 minutes (il est le seul à l'avoir tenté)[2],[3] ;
- 2000 : record du tour du monde à l'envers (d'Est en Ouest) sans escale et en solitaire sur le monocoque Uunet en 151 jours, 19 heures et 54 minutes[4].

### Record du tour du monde à l'envers en solitaire et en monocoque en 2000
En 1994, Mike Golding établit un nouveau record du tour du monde à l'envers en solitaire et en monocoque en 161 jours, 16 heures, 35 minutes et 42 secondes. Philippe Monnet décide alors de s'attaquer à ce record. Il lui faudra sept années de préparation et de recherche de financement avant de trouver son sponsor peu avant l'an 2000, le fournisseur d'accès à Internet Uunet. C'est le nom que portera son monocoque de 18 mètres, l'ancien Fleury-Michon de Philippe Poupon. Il s'élance alors en janvier 2000.
Il avait prévu de prendre une route sud maximale, restant entre 60 et 70 degrés de latitude sud du cap Horn au cap de Bonne-Espérance. Les conditions sont difficiles dès le départ avec des successions de tempêtes et de calmes. Puis Philippe passe le cap Horn d'Est en Ouest, en longeant la côte pour se protéger. Dès le passage du cap Horn, il s'engouffre dans le Sud du passage de Drake rentrant même dans la mer d'Amundsen et dans l'océan Antarctique. Il descend rapidement au Sud du 60e parallèle ne rencontrant pas trop de problèmes jusqu'au 62e degré sud de latitude (à cet endroit, la convergence antarctique se situe à cette latitude à peu près). Il descend correctement jusqu'au 64e degré sud, atteignant même 66.5e degré de latitude maximale, se situant à un peu plus d'un degré du Cercle Antarctique (à 66e 33' Sud de latitude). Il est rapidement entouré d'icebergs et lutte pendant 12 jours, pour ne pas en heurter, par 64e Sud avec l'eau de mer à -1er C, et la température de l'air descendant parfois sous les -10e C (l'huile d'olive gelait). Enfin, il réussit à remonter progressivement, en affrontant ouragans et restants de cyclones, et atteint une latitude de 54e Sud, soit largement au-dessus de la convergence antarctique. Il retrouve ainsi des températures plus clémentes. Finalement, ce raccourci par le Sud s'avère ne pas être si négatif puisque Philippe en sort avec 5 jours d'avance sur Mike Golding. Ensuite, il passe au Sud de la Nouvelle-Zélande puis de la Tasmanie et au cap Leeuwin. Il décide de remonter dans les 30es pour profiter des alizés portants. Sa première moitié de l'océan Indien est le premier moment de détente, les températures étant très agréables par l'été austral. Juste avant le cap de Bonne-Espérance, un volcan sous-marin entre en éruption ressemblant à un énorme orage. En réparant l'électricité, Philippe Monnet se brûle alors les mains. Le passage du cap de Bonne-Espérance est long à cause des courants contraires. Mais le record n'est pas perdu pour autant, le navigateur disposant encore de 5 jours d'avance en rentrant dans l'océan Atlantique. La remontée vers Brest est enfin agréable et Philippe Monnet augmente son avance de 5 jours supplémentaires pour finalement battre le record de Golding d'environ 10 jours. Il arrive à Brest en établissant le nouveau record de 151 jours, 19 heures et 54 minutes,. Philippe Monnet est le skipper ayant atteint la plus haute latitude sud en solitaire et en tant que sportif.[réf. nécessaire]
Ce record du tour du monde en solitaire à l'envers sera battu par Jean-Luc Van Den Heede en 2004, en 122 jours 14 heures 03 minutes et 49 secondes, soit 29 jours de moins que Philippe Monnet.

## Rallye-raid
En 2007, Philippe Monnet s'élance sur le rallye Dakar, cette fois en tant que pilote d'un buggy sous les couleurs d'Armor-Lux. Il abandonne lors de la septième étape pour cause de casse de triangle de suspension,.

### Palmarès

#### Titres
- Vainqueur à deux reprises de la Coupe du monde des rallyes tout-terrain, en 1998 et 1999 comme copilote de Jean-Louis Schlesser sur Buggy Schlesser;

#### Victoires
- 1992 : 1er du rallye Dakar, comme copilote d'Hubert Auriol ;
- 1998 : 1er de la Baja d'Italie, comme copilote de Jean-Louis Schlesser[13] ;
- 1998 : 1er du rallye de Tunisie, comme copilote de Jean-Louis Schlesser ;
- 1999 : 1er du rallye de Tunisie, comme copilote de Jean-Louis Schlesser ;
- 1999 : 1er du rallye Dakar, comme copilote de Jean-Louis Schlesser.

## Vie privée
Il a été le compagnon de la navigatrice Florence Arthaud.

## Condamnations judiciaires
Philippe Monnet a eu à plusieurs reprises affaire à la justice. En 2003 il est condamné une première fois à six mois de prison pour conduite en état d'ivresse,. En 2005, il est à nouveau condamné à deux ans de prison dont un ferme pour récidive de conduite en état d'ivresse,.

## Œuvres littéraires
- Philippe Monnet, Un autre monde, Les Sept Vents, 1988, 201 p. (ISBN 2-87716-007-6)
- Philippe Monnet, Sur la route des clippers, Paris, Arthaud, 1990, 147 p. (ISBN 2-7003-0904-9)
- Philippe Monnet et Laurent de Bartillat, J'ai entraperçu les moustaches du diable, Paris, Fayard, 2000, 128 p. (ISBN 2-213-60817-2)
- Philippe Monnet, Le monde à l'envers : autour du monde contre vents et courants dominants, Grenoble, Glénat, 2000, 259 p. (ISBN 2-7234-3445-1)